# San Pedro de Ycuamandyyú
San Pedro de Ycuamandyyú est une ville du Paraguay et la capitale du département de San Pedro. Elle est située à 146 km au nord-est d'Asuncion, la capitale du pays. San Pedro de Ycuamandyyú est également un district. Elle comptait 8 140 habitants en 2002.
Les appellations San Pedro del Ycuamandyyú, San Pedro de Ycuamandyjú ou simplement San Pedro sont également courantes.
Fondée en 1783, la ville (le district) a une superficie de 3 433 km2 et une population de 23 311 habitants (au recensement de 2002), soit une densité de population de 6,79 hab./km2. Cette densité paraît à première vue très faible, mais il faut observer que l'essentiel de la population est concentrée dans la ville proprement dite et dans une dizaine de petites localités situées dans une étroite bande de territoire d'environ 5 km sur 20 km située vers le nord-est de la ville, le tout n'occupant guère plus qu'un sixième de la superficie totale du district.
Le district est bordé, au sud, par le Río Jejuí Guazú, affluent du fleuve Paraguay.
Parmi les monuments de San Pedro, on peut citer sa cathédrale dédiée à saint Pierre Apôtre (San Pedro est le siège du diocèse de San Pedro).
La ville dispose par ailleurs, entre autres équipements, d'un musée historique, d'une bibliothèque municipale, de cinq stades de football et de divers équipements sportifs. La ville est en outre équipée d'un réseau de télévision par câble, qui met à la disposition de ses abonnés une quinzaine de chaînes. Deux stations de radio ont également leur siège à San Pedro, l'une en modulation de fréquence, à audience locale, et une seconde sur les ondes moyennes, à audience nationale.

## Éducation
San Pedro est également le siège d'une faculté de sciences agraires, dépendant de l'université d'Asunción, installée dans une propriété de 25 hectares située à moins de 2 km du centre ville.

## Population
Population de la ville de San Pedro de Ycuamandyyú :
| 1962  | 1972  | 1982  | 1992  | 2002  |
| ----- | ----- | ----- | ----- | ----- |
| 3 300 | 3 225 | 3 565 | 4 632 | 8 140 |